# 肥尾擬雀鯛
肥尾擬雀鯛，為鱸形目鱸亞目擬雀鯛科的其中一種，為熱帶海水魚，分布於西太平洋印尼、巴布亞紐幾內亞至所羅門群島海域，深度2-8公尺，本魚體延長，背鰭硬棘3枚、背鰭軟條 24-25枚、臀鰭硬棘3枚、臀鰭軟條12-13枚，體長可達4.6公分，棲息在珊瑚礁區，生活習性不明。

## 擴展閱讀
維基物種上的相關：肥尾擬雀鯛